# 福井太智
福井 太智（ふくい たいち、2004年7月15日 - ）は、神奈川県出身のプロサッカー選手。プリメイラ・リーガ・FCアロウカ所属。ポジションはミッドフィールダー（ボランチ、攻撃的MF）。

## 経歴

### サガン鳥栖
神奈川県出身で久里浜FCからサガン鳥栖の下部組織に所属。高校生になるとクラブ史上最年少の16歳7か月でルヴァンカップに出場。2022年3月には17歳ながらサガン鳥栖のトップチームとプロ契約を結んだ。

### FCバイエルン・ミュンヘン
2022年9月28日、2023年1月よりブンデスリーガ所属のFCバイエルン・ミュンヘンに完全移籍することが発表された。まずは、ドイツの4部リーグ相当に位置するレギオナルリーガに所属するFCバイエルン・ミュンヘンIIからの挑戦となる。
2023年9月16日、第5節のバイエル・レバークーゼン戦で自身初となるトップチームのベンチ入りを果たした。9月26日、DFBポカール1回戦で3部所属のプロイセン・ミュンスター戦で63分からトップチームで初出場し、4-0の勝利に貢献。

### ポルティモネンセSC
2024年1月31日に、バイエルンとの契約を2026年6月まで延長するとともに、2023-24シーズン終了までプリメイラ・リーガ所属のポルティモネンセSC期限付き移籍することが発表された。
リーグ戦では11試合で1G1Aを記録するもクラブはリーグ16位と低迷し、降格リーグではAVSフトゥボルSADに合計スコアで敗れ2016-17シーズン以来の降格となった。

### FCアロウカ
2024年7月4日に2024-25シーズン終了までFCアロウカに買取オプション付きの期限付き移籍をすることが発表された。
2025年2月3日、アロウカが買取オプションを行使して完全移籍に移行し、2028年までの契約を結んだことが発表された
。ポルトガルのサッカーメディアであるレコルドは100万ユーロの移籍金がバイエルンに支払われるとともに1000万ユーロの契約解除金が設定されたと報じている
。

## 所属クラブ
- 久里浜FC
- サガン鳥栖U-12
- サガン鳥栖U-15
- サガン鳥栖U-18
- 2021年 - 2022年 サガン鳥栖（2種登録選手）
- 2022年3月 - 同年12月  サガン鳥栖
- 2023年 -  FCバイエルン・ミュンヘンII
  - 2024年  ポルティモネンセSC(期限付き移籍)
  - 2024年 - 2025年  FCアロウカ(期限付き移籍)
- 2025年  FCアロウカ

## 個人成績
| 国内大会個人成績 | 国内大会個人成績 | 国内大会個人成績 | 国内大会個人成績 | 国内大会個人成績 | 国内大会個人成績 | 国内大会個人成績 | 国内大会個人成績 | 国内大会個人成績 | 国内大会個人成績 | 国内大会個人成績 | 国内大会個人成績 |
| 年度             | クラブ           | 背番号           | リーグ           | リーグ戦         | リーグ戦         | リーグ杯         | リーグ杯         | オープン杯       | オープン杯       | 期間通算         | 期間通算         |
| 年度             | クラブ           | 背番号           | リーグ           | 出場             | 得点             | 出場             | 得点             | 出場             | 得点             | 出場             | 得点             |
| 日本             | 日本             | 日本             | 日本             | リーグ戦         | リーグ戦         | リーグ杯         | リーグ杯         | 天皇杯           | 天皇杯           | 期間通算         | 期間通算         |
| ---------------- | ---------------- | ---------------- | ---------------- | ---------------- | ---------------- | ---------------- | ---------------- | ---------------- | ---------------- | ---------------- | ---------------- |
| 2021             | 鳥栖             | 43               | J1               | 4                | 0                | 4                | 0                | 3                | 0                | 11               | 0                |
| 2022             | 鳥栖             | 43               | J1               | 1                | 0                | 3                | 0                | 0                | 0                | 4                | 0                |
| ドイツ           | ドイツ           | ドイツ           | ドイツ           | リーグ戦         | リーグ戦         | リーグ杯         | リーグ杯         | DFBポカール      | DFBポカール      | 期間通算         | 期間通算         |
| 2023-24          | バイエルン       | 46               | ブンデス1部      | 0                | 0                | -                | -                | 1                | 0                | 1                | 0                |
| ポルトガル       | ポルトガル       | ポルトガル       | ポルトガル       | リーグ戦         | リーグ戦         | リーグ杯         | リーグ杯         | ポルトガル杯     | ポルトガル杯     | 期間通算         | 期間通算         |
| 2023-24          | ポルティモネンセ | 8                | プリメイラ       | 11               | 1                | 0                | 0                | 0                | 0                | 11               | 1                |
| 2024-25          | アロウカ         | 21               | プリメイラ       | 30               | 0                | 0                | 0                | 1                | 0                | 31               | 0                |
| 通算             | 日本             | 日本             | J1               | 5                | 0                | 7                | 0                | 3                | 0                | 15               | 0                |
| 通算             | ドイツ           | ドイツ           | ブンデス1部      | 0                | 0                | -                | -                | 1                | 0                | 1                | 0                |
| 通算             | ポルトガル       | ポルトガル       | プリメイラ       | 41               | 1                | 0                | 0                | 1                | 0                | 42               | 1                |
| 総通算           | 総通算           | 総通算           | 総通算           | 73               | 2                | 7                | 0                | 5                | 0                | 85               | 2                |

その他の公式戦
| 2022-23 | バイエルンⅡ | 14         | レギオナルリーガ | 12 | 0 | 12 | 0 |
| 2023-24 | バイエルンⅡ | 14         | レギオナルリーガ | 15 | 1 | 15 | 1 |
| 通算    | レギオナル  | レギオナル | カテゴリー       | 27 | 1 | 27 | 1 |
| 総通算  | 総通算      | 総通算     | 総通算           | 27 | 1 | 27 | 1 |

- 2024年
  - 昇降格プレーオフ 2試合0得点

## タイトル

### クラブ
サガン鳥栖U-15
- 日本クラブユースサッカー選手権(U-15)大会（2019年）

サガン鳥栖U-18
- 日本クラブユースサッカー選手権 (U-18)大会（2020年）
- 高円宮杯 JFA U-18サッカーリーグ（2022年）

## 代表歴
- U-15日本代表
  - AFC U-16選手権・予選（2019年）
- U-16日本代表
  - SBSカップ 国際ユースサッカー（2020年）
- U-19日本代表
  - Maurice Revello Tournament（2022年）
  - AFC U20アジアカップ予選（2022年）
  - スペイン遠征（2022年）
- U-20日本代表
  - FIFA U-20ワールドカップ（2023年）
- U-22日本代表
  - アメリカ遠征（2023年）